# Hymerhabdia oxytrunca
Hymerhabdia oxytrunca är en svampdjursart som beskrevs av Topsent 1904. Hymerhabdia oxytrunca ingår i släktet Hymerhabdia och familjen Bubaridae. Inga underarter finns listade i Catalogue of Life.